# ريكارد كريستوفرز
ريكارد كريستوفرز (بالإنجليزية: Rickard Christophers)‏‏ (27 نوفمبر 1873 - 19 فبراير 1978) زميل الجمعية الملكية، هو عالم أوليات عالم حشرات طبي مُتخصص في البعوضيات، وهو بريطاني الجنسية. حصل على ميدالية بوكانان عام 1952 لأبحاثه البارزة حول الملاريا وبَعوض الأنوفيليس التي تنقل المرض.